# Liste der Bodendenkmale in Schöpstal
In der Liste der Bodendenkmale in Schöpstal sind die Bodendenkmale der Gemeinde Schöpstal und ihrer Ortsteile nach dem Stand der Auflistung von Harald Quietzsch und Heinz Jacob aus dem Jahr 1982 aufgelistet. Eventuelle Änderungen und Ergänzungen, insbesondere aus der Zeit nach der Wende, sind nicht berücksichtigt, da für Sachsen aktuell keine neueren allgemein zugänglichen Bodendenkmallisten vorliegen. Die Baudenkmale sind in der Liste der Kulturdenkmale in Schöpstal aufgeführt.
| Denkmal-ID | Fundart            | Ortsteil  | Bezeichnung                 | Zeitstellung | Lage                                                                          | Bemerkungen                                                                                               | Bild |
| ---------- | ------------------ | --------- | --------------------------- | ------------ | ----------------------------------------------------------------------------- | --- | ---- |
| ?          | Befestigung > Burg | Ebersbach | Wallanlage „Kesselberg“     | Slawenzeit   | Ostrand der Ortsmitte, Geländesporn östlich über dem Weißen Schöps            | fast geschlossener Abschnittswall, Schutz seit 14. Juli 1955                                              |      |
| ?          | Befestigung > Burg | Ebersbach | Wallanlage „Kleine Schanze“ | Slawenzeit   | Ostrand des nördlichen Ortsteils, Geländezunge östlich über dem Weißen Schöps | Spornbefestigung mit Abschnittsgraben, genaue Struktur durch Einebnung unklar, Schutz seit 14. Juli 1955  |      |
| ?          | Befestigung > Burg | Ebersbach | Wasserburg                  | Mittelalter  | südlicher Ortsteil, östlicher Gutsbereich, westlich des Weißen Schöps         | durch Schloss überbaut, fast geschlossener wasserführender Graben erhalten, Schutz seit 1. September 1966 |      |
| ?          | Befestigung > Burg | Liebstein | Wallanlage „Limasberg“      | Slawenzeit   | westnordwestlich des Orts auf dem Liebsteiner Berg                            | ursprünglich wohl ringförmige Umwallung in Gipfellage, größtenteils abgetragen, Schutz seit 16. Juli 1955 |      |
| ?          | besonderer Stein   | Liebstein | Kreuzstein                  | Neuzeit      | westlich des Orts, nördlich am Weg zum Liebsteiner Berg                       | Jahreszahl 1755, Kreuz und unleserliche Inschrift eingehauen, Schutz seit 4. August 1977                  |      |